# Nanofil
Un nanofil est une nanostructure, dont le diamètre est exprimé en nanomètre, donc en principe de 1 à 999 nanomètres. Pour plus de simplicité, on tolère un certain débordement dans ces dimensions.
Alternativement, les nanofils peuvent être définis comme des structures qui ont une épaisseur ou un diamètre définis, mais d'une longueur quelconque. À ces échelles les effets quantiques sont importants - d'où l'utilisation du terme de « fils quantiques ». De nombreux types de nanofils existent, incluant des matériaux métalliques (par exemple, Ni, Pt, Au), semiconducteurs (comme Si, InP, GaN, etc.), ou diélectriques (e.g., SiO2, TiO2), ou mélange métaux/plastique s'auto-assemblant. Les nanofils moléculaires sont constitués d'unités moléculaires organiques (par exemple l'ADN) ou inorganiques (Mo6S9-xIx) se répétant.
Ces objets nanométriques présentent des intérêts pour de nombreux champs technologiques (micro/nanoélectronique, énergie photovoltaïque) et scientifiques (biologie, physique).

## Historique
- Dates

## Vue d'ensemble
Du fait de leur facteur de forme important, les nanofils sont parfois un peu abusivement classés dans les structures unidimensionnelles ou quasi-unidimensionnelles, à l'instar des nanotubes.
On associe aussi parfois "nanofils" et "fils quantiques", or un fil de dimension nanométrique ne présente pas forcément d'effets quantiques.
Il convient donc de ne pas mélanger :
1. Une structure gravée par ablation mécanique, chimique, laser ou autre, n’est pas un fil mais une piste et dans ce cas, on utilisera le terme de “nanopiste”.
2. Une structure réalisée par l’approche ascendante n’est pas un fil mais peut être une tige, une paillette, un bâtonnet, un poil, un brin et dans ce cas, on utilisera le terme de  “nanotige” , "nanopaillette" , "nanobâtonnet" , "nanopoil", "nanobrin".
3. Une structure réalisée sur un ruban n’est pas un nanofil mais une enduction et dans ce cas, on utilisera le terme de “nanoenduction”.
4. Actuellement, il n’existe aucune bobine de “nanofils”, car ces structures sont réalisées exclusivement en laboratoire et mesurent au mieux, quelques millimètres de long, du moins, ceux qui peuvent présenter des effets quantiques.
5. Cependant, s'il n'existe pas de nanofil quantique, il existe bien par contre des nano-chaînes aux effets quantiques, longues de plusieurs mètres... et qui portent le nom de "chapelet conducteur d'électricité" (electrically conductive string) du thermodynamicien Hubert Juillet. Dans ces nano-chaînes le courant électrique circule exclusivement par des  effets quantiques dont principalement l'effet tunnel et présente par ailleurs d'autres propriétés inédites.

## Synthèse et élaboration
Il existe deux approches de bases pour élaborer des nanofils : l'approche descendante (top-down) et l'approche ascendante (bottom-up). L'approche descendante consiste à graver la structure dans un substrat, par utilisation des techniques de lithographie et de gravure, communément utilisées dans les procédés de microélectronique. Au contraire, l'approche ascendante consiste à faire croître la structure en assemblant les atomes qui la composent.

### Approche ascendante

#### Croissances assistées par particules métalliques

##### La croissance VLS
La méthode de croissance VLS (pour Vapeur-Liquide-Solide) est la plus répandue pour la croissance de nanofils. Elle se fait au moyen d'un catalyseur liquide, à travers lequel les atomes de la phase vapeur sont absorbés et diffusent vers le substrat. La nucléation de la phase solide semble alors se faire à l'interface entre le catalyseur liquide et le substrat, en deux dimensions donc.
Un article de Wagner et Ellis (1964) fait pour la première fois allusion à cette méthode de croissance, en essayant d'expliquer la croissance de "nanowhiskers" sur des substrats silicium, sans l'aide de dislocation ou autres défauts du cristal de départ.

#### L'auto-assemblage
Une approche ascendante consiste à utiliser des composés dont les molécules s'auto-assemblent seuls ou sous l'action d'un champ (électrique, magnétique, radiations lumineuse). Par exemple  des composés plastique et métaux peuvent former des nanofils sous une lumière  entre des électrodes sous tension.

## Propriétés physiques

### Conductivité des nanofils

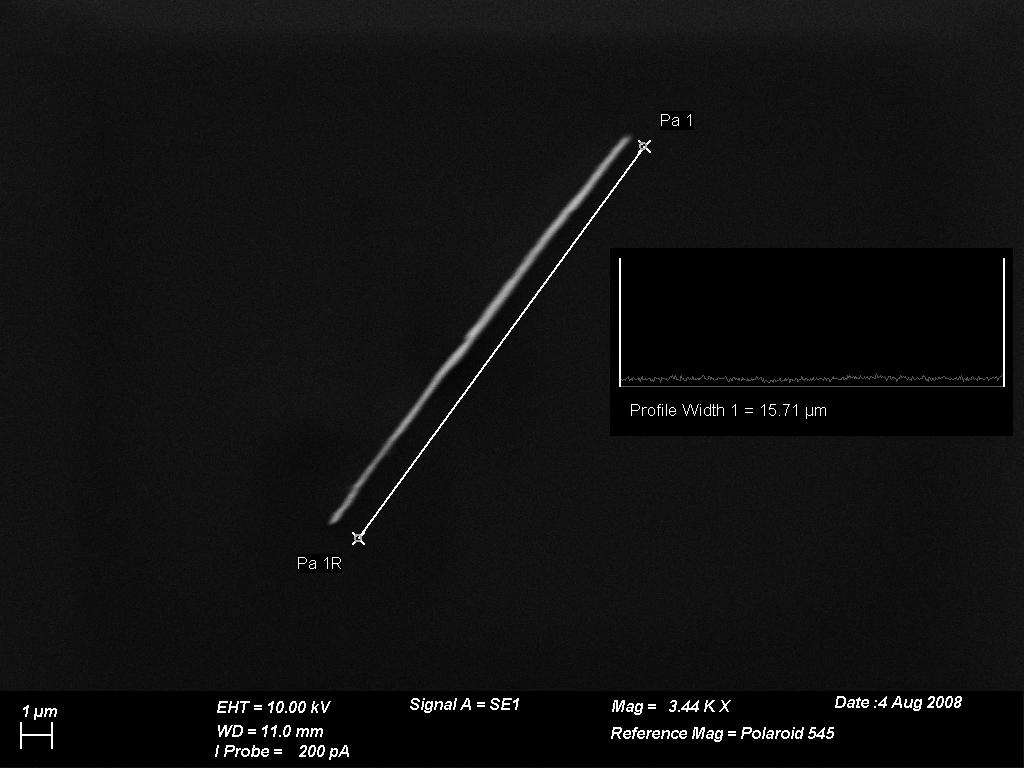
An SEM image d'un fil de nickel de 15 micromètres.

Plusieurs raisons physiques prédisent que la conductivité d'un nanofil sera bien inférieure à celle du matériau de base correspondant. Tout d'abord, il y a une diffusion à partir des limites du fil, dont l'effet sera très important chaque fois que la largeur du fil est inférieure à la moyenne du libre parcours des électrons libres du matériau en vrac. Dans le cuivre, par exemple, le parcours libre moyen est de 40 nm. Les nanofils de cuivre d'une largeur inférieure à 40 nm raccourcissent le parcours libre moyen jusqu'à la largeur du fil. Les nanofils d'argent ont une conductivité électrique et thermique très différente de celle de l'argent massif.
Les nanofils présentent également d'autres propriétés électriques particulières en raison de leur taille. Contrairement aux nanotubes de carbone à simple paroi, dont le mouvement des électrons peut tomber sous le régime du transport balistique(ce qui signifie que les électrons peuvent se déplacer librement d'une électrode à l'autre), la conductivité des nanofils est fortement influencée par les effets de bord. Les effets de bord proviennent des atomes qui se trouvent à la surface du nanofil et ne sont pas entièrement liés aux atomes voisins comme les atomes de la masse du nanofil. Les atomes non liés sont souvent une source de défauts dans le nanofil, et peuvent faire en sorte que le nanofil conduise l'électricité plus mal que le matériau de base. À mesure que la taille d'un nanofil diminue, les atomes de surface deviennent plus nombreux que les atomes du nanofil, et les effets de bord deviennent plus importants.
En outre, la conductivité peut subir une quantification en énergie : c'est-à-dire que l'énergie des électrons traversant un nanofil ne peut prendre que des valeurs discrètes, qui sont des multiples du quantum de conductance. G = 2e2/h (où e est la charge de l'électron et h est la constante de Planck. Voir aussi l'effet Hall quantique).
La conductivité est donc décrite comme la somme du transport par des "canaux" séparés de différents niveaux d'énergie quantifiés. Plus le fil est fin, plus le nombre de canaux disponibles pour le transport des électrons est faible.
Cette quantification a été démontrée en mesurant la conductivité d'un nanofil suspendu entre deux électrodes tout en le tirant : à mesure que son diamètre diminue, sa conductivité diminue de manière progressive et les plateaux correspondent à des multiples de G.
La quantification de la conductivité est plus prononcée dans les semi-conducteurs comme le Si ou le GaAs que dans les métaux, en raison de leur plus faible densité d'électrons et de leur masse effective plus faible.Elle peut être observée dans des ailettes de silicium de 25 nm de large, et se traduit par une augmentation de la tension de seuil. Concrètement, cela signifie qu'un MOSFET avec de telles ailettes en silicium à l'échelle nanométrique, lorsqu'il est utilisé dans des applications numériques, aura besoin d'une tension de grille (de contrôle) plus élevée pour mettre le transistor en marche.

### Soudage de nanofils
Pour intégrer la technologie des nanofils dans les applications industrielles, les chercheurs ont mis au point en 2008 une méthode de soudage des nanofils : un métal sacrificiel nanofil est placé à proximité des extrémités des pièces à assembler (à l'aide des manipulateurs d'un microscope électronique à balayage) ; puis un courant électrique est appliqué, qui fusionne les extrémités du fil. Cette technique permet de fusionner des fils aussi petits que 10 nm.
Pour les nanofils d'un diamètre inférieur à 10 nm, les techniques de soudage existantes, qui nécessitent un contrôle précis du mécanisme de chauffage et qui peuvent introduire des risques de détérioration, ne seront pas pratiques. Des scientifiques ont récemment découvert que des nanofils d'or ultrafins monocristallins d'un diamètre de ~3 à 10 nm peuvent être "soudés à froid" en quelques secondes par simple contact mécanique et sous des pressions appliquées remarquablement faibles (contrairement aux procédés de soudage à froid à l'échelle macro et micro). Les mesures à haute résolution microscopie électronique à transmission et in situ révèlent que les soudures sont presque parfaites, avec la même orientation du cristal, la même résistance et la même conductivité électrique que le reste du nanofil. La haute qualité des soudures est attribuée aux dimensions de l'échantillon à l'échelle nanométrique, aux mécanismes de fixation orientés et à la diffusion rapide assistée mécaniquement diffusion de surface. Des soudures de nanofils ont également été démontrées entre l'or et l'argent, et des nanofils d'argent (avec des diamètres de ~5–15 nm) à une température proche de la température ambiante, ce qui indique que cette technique peut être généralement applicable pour des nanofils métalliques ultrafins. Combinée à d'autres technologies de nano- et microfabrication,, soudure à froid devrait avoir des applications potentielles dans le futur bottom-up assemblage de nanostructures métalliques unidimensionnelles.

## Utilisations technologiques

### Dispositifs électroniques

Atomistic simulation result for formation of inversion channel (electron density) and attainment of threshold voltage (IV) in a nanowire MOSFET. Notez que la tension de seuil pour ce dispositif se situe autour de 0,45V.

Les nanofils peuvent être utilisés pour les MOSFETs (MOS transistors à effet de champ). Les transistors MOSs sont largement utilisés comme éléments de construction fondamentaux dans les circuits électroniques actuels. Comme le prédit la loi de Moore, la dimension des MOS transistors se réduit de plus en plus à l'échelle nanométrique. L'un des principaux défis de la construction des futurs transistors MOS à l'échelle nanométrique est d'assurer un bon contrôle de la grille sur le canal. En raison du rapport de forme élevé, si le diélectrique de la grille est enroulé autour du canal nanofilaire, nous pouvons obtenir un bon contrôle du potentiel électrostatique du canal, ce qui permet d'allumer et d'éteindre le transistor efficacement.
En raison de sa structure unidimensionnelle unique aux propriétés optiques remarquables, le nanofil ouvre également de nouvelles possibilités pour la réalisation de dispositifs photovoltaïques à haut rendement. Par rapport à leurs homologues en vrac, les cellules solaires à nanofils sont moins sensibles aux impuretés en raison de la recombinaison en vrac, et donc des plaquettes de silicium de moindre pureté peuvent être utilisées pour atteindre un rendement acceptable, ce qui entraîne une réduction de la consommation de matériaux.
Pour créer des éléments électroniques actifs, la première étape clé a été de doper chimiquement un nanofil semi-conducteur. Cela a déjà été fait pour des nanofils individuels afin de créer des semi-conducteurs de type p et n.
L'étape suivante a consisté à trouver un moyen de créer une jonction p-n, l'un des dispositifs électroniques les plus simples. Cela a été réalisé de deux manières. La première consistait à croiser physiquement un fil de type p sur un fil de type n. La seconde méthode consistait à doper chimiquement un seul fil avec différents dopants sur toute sa longueur. Cette méthode a permis de créer une jonction p-n avec un seul fil.
Une fois les jonctions p-n construites avec des nanofils, l'étape logique suivante consistait à construire des portes logiques. En connectant plusieurs jonctions p-n ensemble, les chercheurs ont pu créer la base de tous les circuits logiques : les portes AND, OR, et NOT ont toutes été construites à partir de croisements de nanofils semi-conducteurs.
En août 2012, les chercheurs ont signalé avoir construit la première porte NAND à partir de nanofils de silicium non dopés. Cela permet d'éviter le problème du dopage de précision des nanocircuits complémentaires, qui n'est pas résolu. Ils ont pu contrôler la barrière Schottky pour obtenir des contacts à faible résistance en plaçant une couche de siliciure dans l'interface métal-silicium.
Il est possible que les croisements de nanofils semi-conducteurs soient importants pour l'avenir de l'informatique numérique. Bien qu'il existe d'autres utilisations des nanofils, les seules qui tirent réellement parti de la physique dans le régime du nanomètre sont l'électronique.
En outre, les nanofils sont également étudiés pour être utilisés comme guides d'ondes balistiques de photons en tant qu'interconnexions dans les réseaux logiques de photons point quantique/puits à effet quantique. Les photons se déplacent à l'intérieur du tube, les électrons se déplacent sur la coque extérieure.
Lorsque deux nanofils agissant comme des guides d'ondes photoniques se croisent, la jonction agit comme un point quantique.
Les nanofils conducteurs offrent la possibilité de connecter des entités à l'échelle moléculaire dans un ordinateur moléculaire. Des dispersions de nanofils conducteurs dans différents polymères sont à l'étude pour une utilisation comme électrodes transparentes pour les écrans plats flexibles.
En raison de leur haut module de Young, leur utilisation dans des composites à amélioration mécanique est à l'étude. Comme les nanofils apparaissent en faisceaux, ils peuvent être utilisés comme additifs tribologiques pour améliorer les caractéristiques de frottement et la fiabilité des transducteurs et actionneurs électroniques.
En raison de leur rapport de forme élevé, les nanofils sont également particulièrement adaptés à la manipulation dielectrophoretic,,, qui propose une approche ascendante à faible coût pour intégrer des nanofils d'oxyde métallique diélectrique en suspension dans des dispositifs électroniques tels que les capteurs d'UV, de vapeur d'eau et d'éthanol.